# 우르난셰

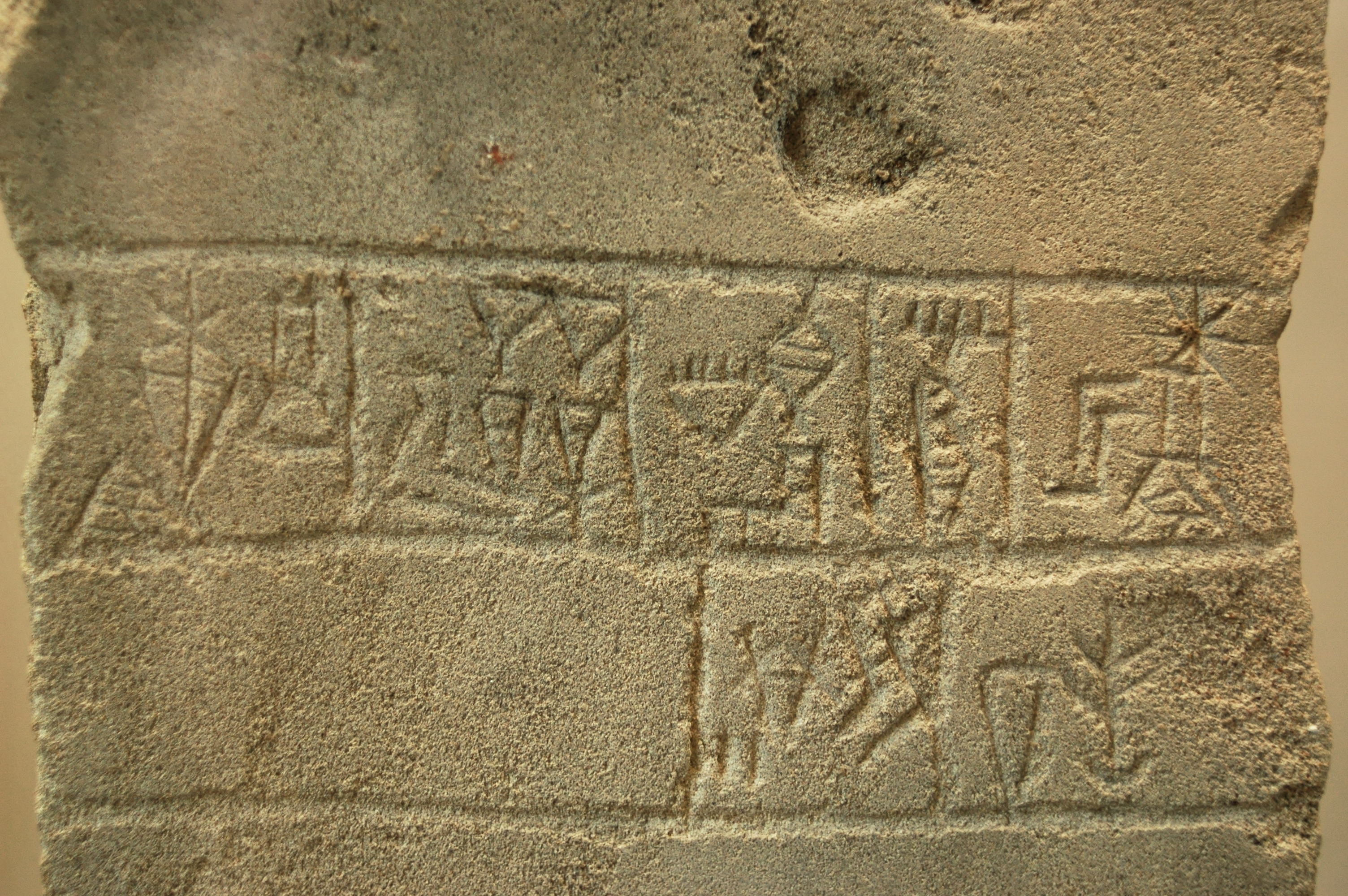
구니두의 아들 '우르난셰 닌기르수 로' 비석 조각(루브르)

우르난셰 또는 우르니나는 기원전 24세기 전반의 라가시 왕조의 첫 왕이었을 것으로 추측된다. 그는 고 제사장 루갈샤겐수르(루갈수구르) 다음으로 즉위하였다.

## 같이 보기
- 근동의 고대사 연대학